# Wellingsson de Souza
Wellingsson de Souza, besser bekannt als Willingsson oder Souza, (* 7. September 1989 in Guarujá) ist ein brasilianischer Fußballspieler.

## Karriere
Wellingsson de Souza begann seine Karriere 2005 bei AA Ponte Preta und spielte in seiner Jugendzeit bei AD São Caetano und Corinthians São Paulo unter Vertrag. Im Alter von 20 Jahren erhielt er ein Vertragsangebot beim chinesischen Verein Sumaré AC. Zu Beginn seiner Karriere in Südchina spielte er im Reserveteam, sein Debüt gab er am 2. Februar 2009, als er beim Spiel gegen den Sunray Cave JC Sun Hei in der 86. Minute für Kwok Kin Pong eingewechselt wurde. Am 7. März, beim Spiel gegen den Yokohama FC Hongkong, wurde er in der 68. Minute eingewechselt und schoss in der 88. Minute sein erstes Tor. Am 10. April 2012 kündigte er den Vertrag und nach einem Jahr Pause bekam er am 17. April 2013 einen Vertrag beim Yuen Long FC. Sein Debüt gab er dort am 31. August 2010.

## Erfolge
South China AA
- Hong Kong First Division League (2009/10)

Kitchee SC
- Hong Kong Premier League: 2019/20